# Syagrus picrophylla
Syagrus picrophylla là loài thực vật có hoa thuộc họ Arecaceae. Loài này được Barb.Rodr. miêu tả khoa học đầu tiên năm 1879.